# Olbia Challenger 2003
L'Olbia Challenger 2003 è stato un torneo di tennis facente parte della categoria ATP Challenger Series nell'ambito dell'ATP Challenger Series 2003. Il torneo si è giocato a Olbia in Italia dal 14 al 20 luglio 2003 su campi in terra rossa.

## Vincitori

### Singolare
Nicolás Almagro ha battuto in finale  Martín Vassallo Argüello con il punteggio di 6–2, 6–3

### Doppio
Alessio Di Mauro /  Vincenzo Santopadre hanno battuto in finale  Julien Jeanpierre /  Mike Scheidweiler con il punteggio di 2–6, 6–4, 6–2